# Nelson Carmichael
Nelson Carmichael (Steamboat Springs, 19 novembre 1965) è un ex sciatore freestyle statunitense, specialista nelle gobbe.

## Carriera
Alle Olimpiadi di Albertville 1992 concluse al terzo posto la gara di gobbe, comunque la prima ed unica personale medaglia ai Giochi Olimpici.

## Palmarès

### Olimpiadi
- 1 medaglia:
  - 1 bronzo (gobbe a Albertville 1992).